# Szilvitzky Margit
Szilvitzky Margit, férjezett Gergely Istvánné (Kispest, 1931. január 8. – Budapest, 2018. június 6.) Munkácsy Mihály-díjas képző- és textilművész, ruhatervező.

## Élete
Szilvitzky György kovácssegéd és Diamant Margit (1908–1937) lányaként született. Anyja 1937 júliusában egy rá váró műtét helyett az öngyilkosságba menekült, s az Erzsébet hídról a Dunába vetette magát.
1954-ben az Iparművészeti Főiskolán végzett. Diplomamunkájáról a Szabad Művészet így számolt be:
A ruhatervező hallgatók közül Gergelyné Szilvitzky Margit tehetséges, kiforrott iparművészként mutatkozott be. Ruhái többet nyújtottak, mint rajzai. Terveit zárt kompozíció, anyag és forma összhangja jellemzi. Feladata szerint nemzetközi versenyre készített öltözékeit történeti és nemzeti hagyományok alapján tervezte. Diploma-referátumában kiemelte a magyar ízlést, de az általános európai kultúra figyelembevételét is. Nagy tetszéssel fogadott, követségi fogadóestélyre tervezett öltözékéhez közel egy éven át tanulmányozta a Történeti Múzeum gyűjteményét.
1963 és 1995 között az Iparművészeti Főiskola Textil Tanszékének tanára, 1985 és 1995 között a Mesterképző Intézetének műteremvezetője volt. 1990-ben egyetemi tanári fokozatot szerzett. Első önálló tárlatát 1960-ban rendezte. Öt évvel később a divattervezés mellett elkezdett faliképek készítésével is foglalkozni.
Textileket, textilkollázsokat mutatott be, majd egyre több olyan művet készített, amik a festészet felé fordulását mutatták. 1991-ben a Római Magyar Akadémia ösztöndíjával az olasz fővárosban dolgozott, ami nagy hatással volt művészetére.
Művei az Iparművészeti Múzeumban, Szombathelyen, Székesfehérváron, Pécsett és Párizsban is megtalálhatóak.

### Családja
Férje Gergely István (1930–2021) belsőépítész. Ikerlányai Gergely Nóra (1956) képzőművész és Gergely Mariann (1956) művészettörténész.

## Könyvei
- Öltözködés, divat, művészet I-III. Budapest, 1970
- Az öltözködés rövid története. Budapest, 1974
- A farmertől az ünneplőig. Budapest, 1982
- A látás élménye. Budapest, 1995

## Egyéni kiállításai
- Kulturális Kapcsolatok Intézete Kiállítóterem, Budapest (kat.) 1970
- Collegium Hungaricum, Bécs (1971)
- Salamon Torony, Visegrád (1972)
- Művelődési Központ, Miskolc (1975)
- Zwinger, Kőszeg (kat.) (1976)
- Amos Anderson M., Helsinki; Dorottya u. Galéria, Budapest (1977)
- Szent István Király Múzeum, Székesfehérvár; Jókai Művelődési Ház, Budaörs (1979)
- M. Swansteyn, Voorburg (NL) (kat.); Helikon Galéria, Budapest (kat.) (1984)
- Magyar Intézet, Helsinki (kat.) (1986)
- Műcsarnok, Budapest (kat.) (1988)
- Galerie Eghner, Párizs; l’Ariete, Róma (1990)
- Salle de Bonvin (UNESCO, Párizs) (1992)
- V.A.M. Design Center, Budapest (1995)
- Ernst Múzeum, Budapest (kat.) (1999)
- Upper Galéria, Budapest. (2008)

## Díjai, elismerései
- Munkácsy Mihály-díj (1962)
- Rizzoli-díj (1969)
- Érdemes Művész (1990)
- Magyar Köztársasági Érdemrend kiskeresztje (1995)
- Kiváló Művész (2004)